# Tinodes baenai
Tinodes baenai là một loài Trichoptera trong họ Psychomyiidae. Chúng phân bố ở miền Cổ bắc.